# Höh-, Hörgelau- und Schwarzgraben, Lechbrenne nördlich Augsburg
Höh-, Hörgelau- und Schwarzgraben, Lechbrenne nördlich Augsburg este o arie protejată (arie specială de conservare — SAC, sit de importanță comunitară — SCI) din Germania întinsă pe o suprafață de 67,63 ha, integral pe uscat.

## Localizare
Centrul sitului Höh-, Hörgelau- und Schwarzgraben, Lechbrenne nördlich Augsburg este situat la coordonatele 48°26′24″N 10°53′29″E / 48.44°N 10.8914°E.

## Înființare
Situl Höh-, Hörgelau- und Schwarzgraben, Lechbrenne nördlich Augsburg a fost declarat sit de importanță comunitară în noiembrie 2004 pentru a proteja 4 specii de animale. Situl a fost protejat și ca arie specială de conservare în aprilie 2016.

## Biodiversitate
Situată în ecoregiunea continentală, aria protejată conține 3 habitate naturale: Cursuri de apă de la nivel de câmpie la nivel montan, cu vegetație Ranunculion fluitantis și Callitricho-Batrachion, Pajiști uscate seminaturale și facies de acoperire cu tufișuri pe substraturi calcaroase (Festuco-Brometalia) (* situri importante pentru orhidee), Păduri aluvionare cu Alnus glutinosa și Fraxinus excelsior (Alno-Padion, Alnion incanae, Salicion albae).
La baza desemnării sitului se află mai multe specii protejate:
- mamifere (1): castor (Castor fiber)
- nevertebrate (3): Coenagrion mercuriale, phengaris nausithous (Maculinea nausithous), Maculinea teleius